# Ketanjung
Ketanjung is een bestuurslaag in het regentschap Demak van de provincie Midden-Java, Indonesië. Ketanjung telt 3404 inwoners (volkstelling 2010).